# José Miguel Galán
José Miguel Galán (Buenos Aires, 1804 - Paraná, 1861) foi um militar e político argentino.
Auxiliou o caudilho e presidente Justo José de Urquiza da Entre Ríos nos seus objetivos. Lutou na Guerra Cisplatina e na Guerra contra Oribe e Rosas contra a província de Buenos Aires.